# Delia persica
Delia persica är en tvåvingeart som beskrevs av Willi Hennig 1974. Delia persica ingår i släktet Delia och familjen blomsterflugor.
Artens utbredningsområde är Iran. Inga underarter finns listade i Catalogue of Life.